# Fantalia
 (octobre 2022).
Fantalia est un album de bande dessinée.
- Scénario, dessins, couleurs Andreas

## Anecdotes
Cet album a été réalisé au feutre sur du papier lisse. Lors de la reproduction chez l'imprimeur, les couleurs qui n'étaient pas sèches, sont restées sur la vitre du scanner et les originaux furent en partie détruits.
Les films restent à ce jour introuvables.
De ce fait il est peu probable de voir une réédition de cet ouvrage qui n'a connu qu'une seule et unique édition, d'où les cotes exorbitantes.
Andreas dit dans une interview avoir écrit et découpé une suite à cet album. Mais le projet semble à ce jour abandonné.
Toujours dans cette même interview, l'auteur dit qu'il s'agit de son album le plus autobiographique.

## Publication

### Éditeurs
Magic Strip, octobre 1986
Album 48 pages, format carré 24x24 cartonnés, couleurs  (ISBN 978-2-8035-0129-8) (OCLC 64483257)
Existe aussi en Portfolio format 38x38 tiré à 550 exemplaires + 50 hors commerce (numérotées de I à L en chiffres romains)

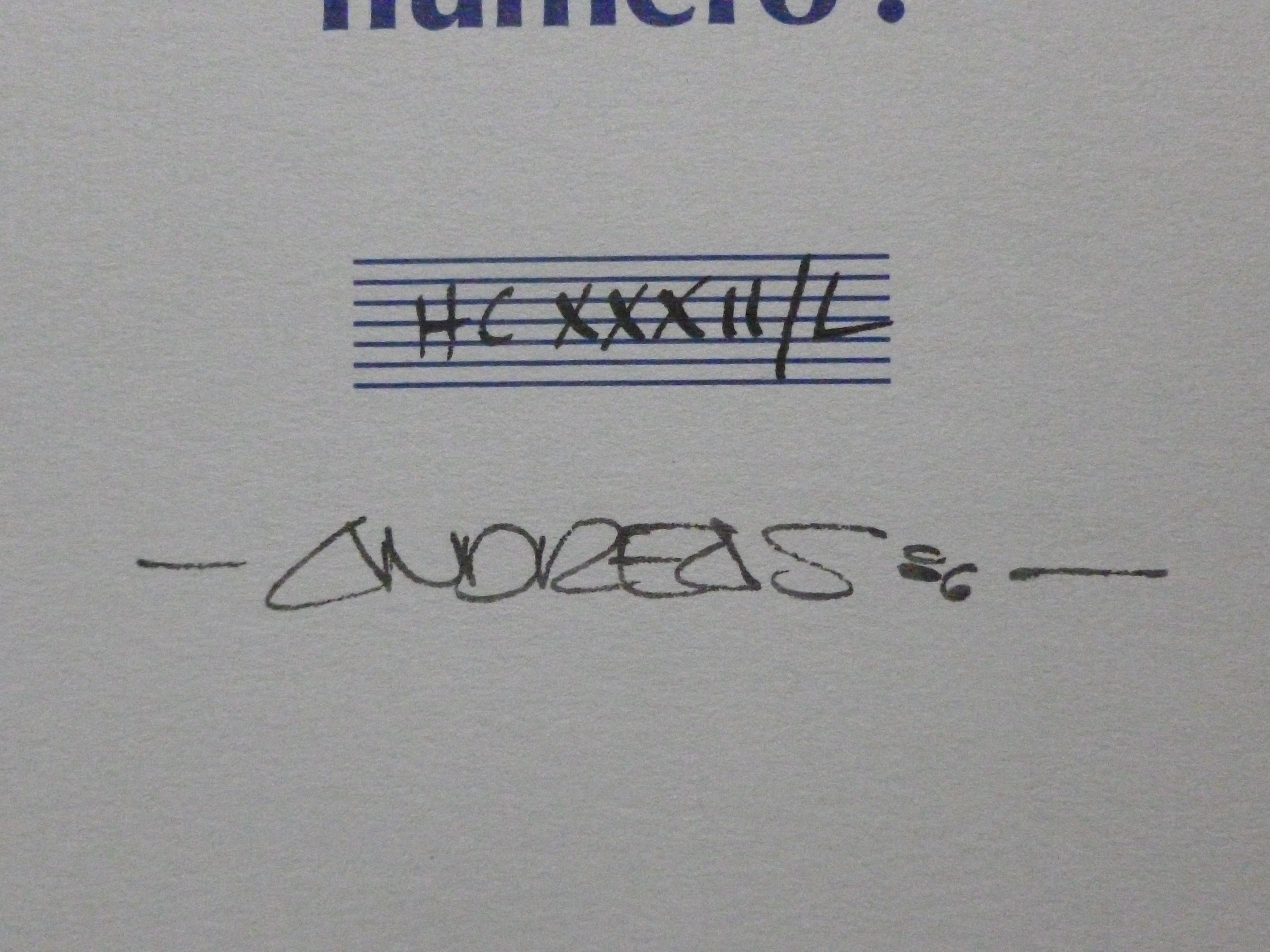